# U23-Weltmeisterschaften im Rudern 2017
Die U23-Weltmeisterschaften im Rudern 2017 fanden vom 19. bis 23. Juli 2017 in Plowdiw in Bulgarien statt. Die Wettbewerbe wurden auf dem Ruderkanal Plowdiw ausgetragen.
Bei den Meisterschaften wurden 21 Wettbewerbe ausgetragen, davon zwölf für Männer und neun für Frauen.
Teilnahmeberechtigt war eine Mannschaft je Wettbewerbsklasse aus allen Mitgliedsverbänden des Weltruderverbandes. Eine Qualifikationsregatta existierte nicht.

## Ergebnisse
Hier sind die Medaillengewinner aus den A-Finals aufgelistet. Diese waren mit sechs Booten besetzt, die sich über Vor- und Hoffnungsläufe sowie Viertel- und Halbfinals für das Finale qualifizieren mussten. Die Streckenlänge betrug in allen Läufen 2000 Meter.

### Männer
| Bootsklasse                                   | Gold | Gold    | Silber | Silber  | Bronze | Bronze  |
| --------------------------------------------- | --- | ------- | --- | ------- | --- | ------- |
| Einer (BM1x)                                  | Kanada Trevor Jones | 6:49,35 | Südafrika Kyle Schoonbee | 6:52,09 | Polen Natan Węgrzycki-Szymczyk | 6:55,03 |
| Leichtgewichts-Einer (BLM1x)                  | Brasilien Uncas Batista | 6:59,46 | Mexiko Alexis Lopez Garcia | 7:01,41 | Italien Lorenzo Galano | 7:02,18 |
| Doppelzweier (BM2x)                           | Vereinigtes Königreich Sebastian Devereux Samuel Meijer                                                                                           | 6:18,14 | Frankreich Bastien Quiqueret Maxime Ducret | 6:19,06 | Litauen Dovydas Nemeravičius Armandas Kelmelis | 6:21,57 |
| Leichtgewichts-Doppelzweier (BLM2x)           | Italien Antonio Vicino Gabriel Soares | 6:19,57 | Dänemark Christian Hagemann Alexander Modest | 6:20,34 | Spanien Jordi Rodriguez Rodrigo Conde Romero | 6:20,48 |
| Doppelvierer (BM4x)                           | Neuseeland Jordan Parry Oliver Maclean Jack Lopas Jack O’Leary                                                                                    | 5:41,85 | Russland Andrey Potapkin Alexander Vyazovkin Nikolay Pimenov Pavel Sorin | 5:42,07 | Italien Gergo Cziraki Andrea Panizza Giacomo Gentili Emanuele Fiume | 5:44,00 |
| Leichtgewichts-Doppelvierer (BLM4x)           | Schweiz Matthias Fernandez Julian Müller Andri Struzina Pascal Ryser                                                                              | 5:50,62 | Österreich Sebastian Kabas Julian Brabec Julian Schöberl Rainer Kepplinger | 5:52,09 | Irland Niall Beggan Stephen O’Connor Andrew Goff Shane O’Connell | 5:52,37 |
| Zweier ohne Steuermann (BM2-)                 | Rumänien Mihăiță-Vasile Țigănescu Cosmin Pascari                                                                                                  | 6:42,53 | Frankreich Thibaud Turlan Guillaume Turlan | 6:33,49 | Serbien Viktor Pivak Martin Mackovic | 6:34,10 |
| Leichtgewichts-Zweier ohne Steuermann (BLM2-) | Italien Giuseppe Di Mare Alfonso Scalzone | 6:33,05 | Türkei Mert Kaan Kartal Fatih Unsal | 6:36,70 | Irland Shane Mulvaney David O’Malley | 6:37,63 |
| Vierer ohne Steuermann (BM4-)                 | Australien Robert Black Harley Moore Liam Donald Adam Bakker                                                                                      | 5:50,16 | Vereinigtes Königreich Robert Hurn Thomas Digby Charles Elwes Sholto Carnegie | 5:53,64 | Österreich Christoph Seifriedberger Gabriel Hohensasser Rudolph Querfeld Ferdinand Querfeld                                                                                  | 5:56,39 |
| Leichtgewichts-Vierer ohne Steuermann (BM4-)  | Italien Riccardo Italiano Alberto Di Seyssel Sebastiano Galoforo Giovanni Ficarra                                                                 | 6:06,54 | Vereinigte Staaten John Gleim Austin Treubert Kyle James Vincent Lamonte | 6:07,89 | Indonesien Ferdiansyah Ferdiansyah Ali Buton Denri Maulidzar Al Ghifari Ardi Isadi                                                                                           | 6:09,41 |
| Vierer mit Steuermann (BM4+)                  | Italien Andrea Maestrale Niccolo Pagani Raffele Giulivo Leonardo Pietra Caprina Enrico D’Aniello (Stm.)                                           | 6:04,72 | Vereinigtes Königreich George Stewart Oliver Wilkes Joshua Kent Patrick Sullivan Charles Clarke (Stm.)                                                                             | 6:07,24 | Vereinigte Staaten Benjamin Davison Arne Landboe Evan Olson Tennyson Federspiel Rielly Milne (Stm.)                                                                          | 6:08,07 |
| Achter (BM8+)                                 | Niederlande Michiel Oyen Max Ponsen Michiel Mantel Jaap Scholten Maarten Hurkmans Simon van Dorp Lex van den Herik Bram Schwarz Bjorn Kwee (Stm.) | 5:29,55 | Rumänien Cristian Ivascu Alexandru Matinca Alexandru-Cosmin Macovei Constantin Adam Constantin Radu Sergiu-Vasile Bejan Gheorghe-Robert Dedu Ciprian Tudosă Adrian Munteanu (Stm.) | 5:31,57 | Vereinigtes Königreich Matthew Benstead Alastair Douglass Michael Glover Matthew Aldridge David Bewicke-Copley Morgan Bolding David Ambler Arthur Doyle Ian Middleton (Stm.) | 5:32,64 |

### Frauen
| Bootsklasse                         | Gold | Gold    | Silber | Silber  | Bronze | Bronze  |
| ----------------------------------- | --- | ------- | --- | ------- | --- | ------- |
| Einer (BW1x)                        | Schweden Lovisa Claesson | 7:36,99 | Schweiz Pascale Walker | 7:40,05 | Vereinigte Staaten Emily Kallfelz | 7:42,68 |
| Leichtgewichts-Einer (BLW1x)        | Niederlande Marieke Keijser | 7:40,19 | Italien Clara Guerra | 7:42,90 | Südafrika Nicole van Wyk | 7:44,27 |
| Doppelzweier (BW2x)                 | Belarus Tazzjana Klimowitsch Krystina Staraselets | 7:03,88 | Italien Stefania Gobbi Valentina Iseppi | 7:04,03 | Griechenland Anneta Kyridou Dimitra-Sofia Tsamopoulou | 7:04,97 |
| Leichtgewichts-Doppelzweier (BLW2x) | Rumänien Ionela-Livia Lehaci Gianina-Elena Beleagă | 7:01,24 | Italien Allegra Francalacci Federica Cesarini | 7:02,32 | Griechenland Thomais Emmanouilidou Maria Pergouli | 7:12,32 |
| Doppelvierer (BW4x)                 | Vereinigtes Königreich Anna Thornton Charlotte Hodgkins-Byrne Saska Budgett Lucy Glover                                                                | 6:22,87 | Australien Harriet Hudson Genevieve Horton Rowena Meredith Caitlin Cronin                                                                                   | 6:24,70 | Deutschland Tina Christmann Pia Greiten Franziska Kampmann Michaela Staelberg                                                                                              | 6:25,36 |
| Leichtgewichts-Doppelvierer (BLW4x) | Italien Asja Maregotto Paola Piazzolla Valentina Rodini Giovanna Schettino                                                                             | 6:25,96 | Niederlande Marike Veldhuis Iris Hochstenbach Anna Verkuil Martine Veldhuis                                                                                 | 6:31,94 | Deutschland Marion Reichardt Luise Asmussen Vera Spanke Leonie Neuhaus | 6:32,26 |
| Zweier ohne Steuerfrau (BW2-)       | Chile Melita Abraham Antonia Abraham | 7:15,66 | Australien Annabelle McIntyre Bronwyn Cox | 7:17,55 | Vereinigte Staaten Kendall Brewer Brooke Pierson | 7:17,71 |
| Vierer ohne Steuerfrau (BW4-)       | Niederlande Elsbeth Beeres Karolien Florijn Ymkje Clevering Veronique Meester                                                                          | 6:31,69 | Rumänien Cristina-Georgiana Popescu Alina Ligia Pop Beatrice-Madalina Parfenie Roxana Parascanu                                                             | 6:34,18 | Deutschland Annemieke Schanze Tabea Schendekehl Ida Kruse Anna Calina Schanze                                                                                              | 6:39,70 |
| Achter (BW8+)                       | Kanada Morgan Rosts Antonia Frappell Madison Mailey Sydney Payne Karen Lefsrud Stephanie Grauer Julia Vander Hoeven Caileigh Filmer Laura Court (Stf.) | 6:09,89 | Vereinigte Staaten Jessica Thoennes Claire Collins Emily Froehlich Mariam Soufi Ellen Heile Dana Moffat Madeleine Wanamaker Elise Beuke Leigh Warner (Stf.) | 6:16,44 | Russland Kira Yuvchenko Jelisaweta Kornijenko Jekaterina Sewostjanowa Maria Kubyshkina Olga Saruba Anna Karpowa Anna Aksenova Valentina Plaksina Jelisaweta Krylowa (Stf.) | 6:17,09 |

## Medaillenspiegel
| Platz | Land                   | Gold | Silber | Bronze | Gesamt |
| ----- | ---------------------- | ---- | ------ | ------ | ------ |
| 1     | Italien                | 5    | 3      | 2      | 10     |
| 2     | Niederlande            | 3    | 1      |        | 4      |
| 3     | Vereinigtes Königreich | 2    | 2      | 1      | 5      |
| 4     | Rumänien               | 2    | 2      |        | 4      |
| 5     | Kanada                 | 2    |        |        | 2      |
| 6     | Australien             | 1    | 2      |        | 3      |
| 7     | Schweiz                | 1    | 1      |        | 2      |
| 8     | Belarus                | 1    |        |        | 1      |
| 8     | Brasilien              | 1    |        |        | 1      |
| 8     | Chile                  | 1    |        |        | 1      |
| 8     | Neuseeland             | 1    |        |        | 1      |
| 8     | Schweden               | 1    |        |        | 1      |
| 13    | Vereinigte Staaten     |      | 2      | 3      | 5      |
| 14    | Frankreich             |      | 2      |        | 2      |
| 15    | Österreich             |      | 1      | 1      | 2      |
| 15    | Südafrika              |      | 1      | 1      | 2      |
| 15    | Russland               |      | 1      | 1      | 2      |
| 18    | Dänemark               |      | 1      |        | 1      |
| 18    | Mexiko                 |      | 1      |        | 1      |
| 18    | Türkei                 |      | 1      |        | 1      |
| 21    | Deutschland            |      |        | 3      | 3      |
| 22    | Griechenland           |      |        | 2      | 2      |
| 22    | Irland                 |      |        | 2      | 2      |
| 24    | Spanien                |      |        | 1      | 1      |
| 24    | Indonesien             |      |        | 1      | 1      |
| 24    | Litauen                |      |        | 1      | 1      |
| 24    | Polen                  |      |        | 1      | 1      |
| 24    | Serbien                |      |        | 1      | 1      |
| Summe | Summe                  | 21   | 21     | 21     | 63     |